# Olaf Zinke
Pour les articles homonymes, voir Zinke.
Olaf Zinke, né le 9 octobre 1966 à Bad Muskau, est un patineur de vitesse allemand spécialiste du 1 000 m et 1 500 m. Il obtient son seul titre en carrière en remportant le 1 000 mètres des Jeux olympiques d'Albertville en 1992.

## Palmarès
- Jeux olympiques
  -  Médaille d'or sur 1 000 m aux Jeux olympiques d'hiver de 1992 à Albertville.

- Coupe du monde
- 2 victoires

## Records personnels
| Distance      | Temps         | Année |
| ------------- | ------------- | ----- |
| 500 mètres    | 37 s 74       | 1990  |
| 1 000 mètres  | 1 min 14 s 53 | 1990  |
| 1 500 mètres  | 1 min 53 s 64 | 1994  |
| 5 000 mètres  | 7 min 4 s 23  | 1988  |
| 10 000 mètres | 15 min 0 s 6  | 1988  |